# Árni Thórarinsson
Árni Thórarinsson (isl. Árni Þórarinsson, ur. 1 sierpnia 1950 w Reykjavíku) – islandzki pisarz, przede wszystkim specjalizujący się w powieściach kryminalnych. Jeden z głównych, obok Arnaldura Indriðasona przedstawicieli współczesnej islandzkiej powieści kryminalnej.

## Życiorys
Studiował na Uniwersytecie w Norwich (Anglia), gdzie otrzymał licencjat w 1973. Pracę rozpoczynał jako dziennikarz, potem pracował także w radiu i telewizji. W 1989 i 1991 zasiadał w jury Festiwalu Filmowego w Reykjaviku. Część jego kryminałów została zaadaptowana na scenariusze filmowe.

## Postać Einara
Głównym bohaterem części powieści kryminalnych Árniego Þórarinssona jest dziennikarz śledczy islandzkiej Gazety Popołudniowej – Einar (na Islandii nazwiska mają drugorzędne znaczenie – patrz: islandzkie nazwiska), który wplątuje się w różnego rodzaju zagadki kryminalne podczas pracy dziennikarskiej.

## Dzieła (w języku islandzkim)
- 1994 – Krummi: Hrafns saga Gunnlaugssonar
- 1998 – Nóttin hefur þúsund augu – pierwsza książka z głównym bohaterem Einarem
- 2000 – Leyndardómar Reykjavíkur 2000
- 2000 – Hvíta kanínan – druga książka z głównym bohaterem Einarem
- 2001 – Blátt tungl – trzecia książka z głównym bohaterem Einarem
- 2002 – Í upphafi var morðið
- 2005 – Tími nornarinnar (Sztuka grzechu, polskie wydanie – 2009, w tłumaczeniu Jacka Godka) – czwarta książka z głównym bohaterem Einarem i pierwsza wydana w Polsce powieść autora
- 2006 – Farþeginn
- 2007 – Dauði trúðsins – piąta książka z głównym bohaterem Einarem
- 2008 – Sjöundi sonurinn – szósta książka z głównym bohaterem Einarem.
- 2010 – Morgunengill